# Адамс, Уиллис Сивер
Уиллис Сивер Адамс (англ. Willis Seaver Adams; 1842—1921) — американский художник-пейзажист; представитель художественного течения тонализм.

## Биография

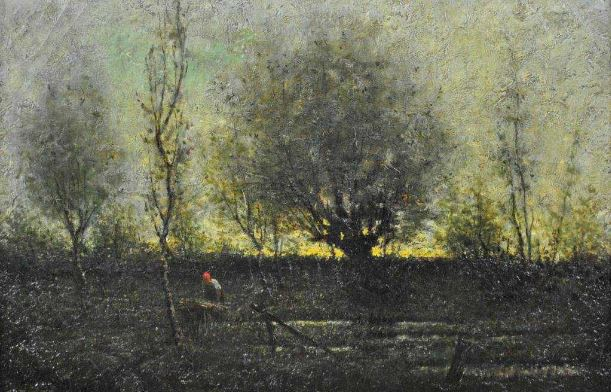
Morning in Bavaria, 1881

Родился 19 июля 1842 года (по другим данным в 1844 году) в городе Саффилд, штат Коннектикут. Его отец — Stephen Lorenzo Adams, известный как Pole Adams, был фермером; мать — Susan Adams.
Отец хотел видеть сына фермером или школьным учителем, но Уиллис мечтал об искусстве, рисуя в книгах животных и окружающих его людей. С 1857 по 1862 годы Адамс обучался в Connecticut Literary Institute, ныне известном как Suffield Academy. Затем работал в аптеке города Спрингфилд, штат Массачусетс, где познакомился с доктором Холмсом, который обеспечил ему обучение в Королевской академии Антверпена (англ. Royal Academy of Fine Arts). Но в 1868 году Адамсу пришлось вернуться в Спрингфилд, так как его спонсор умер.
Затем Умиллис отправился в Кливленд, штат Огайо, на краткий отдых, который растянулся на два года (1876—1878), так как он познакомился с другими начинающими художниками — Otto Bacher и Sion Wenban. Здесь он стал членом Cleveland Art Club и Cleveland Academy of Fine Arts; написал портрет тогдашнего губернатора, а позднее президента Ратерфорда Хейса. Во время пребывания в Кливленде он проявил интерес к идеологии натурализма (англ. Religious naturalism) и к спиритизму.
В 1878 году он отправился с Otto Bacher в Европу, где стал одним из «Duveneck Boys» — группы молодых американских художников, обучающихся у Фрэнка Дювенека. Побывав в Венеции, Адамс познакомился там с Джеймсом Уистлером, у которого брал уроки. Вернувшись в США, подружился с James D. Gill, в галерее которого часто выставлялся.
В конце жизни Адамс поселился в долине реки Коннектикут в Новой Англии, где создал свои последние произведения, отражавшие влияние на его творчество Уистлера.
Умер 8 января 1921 году в городе Гринфилд, штат Массачусетс. Похоронен на городском кладбище Green River Cemetery.